# Antoni Reiter

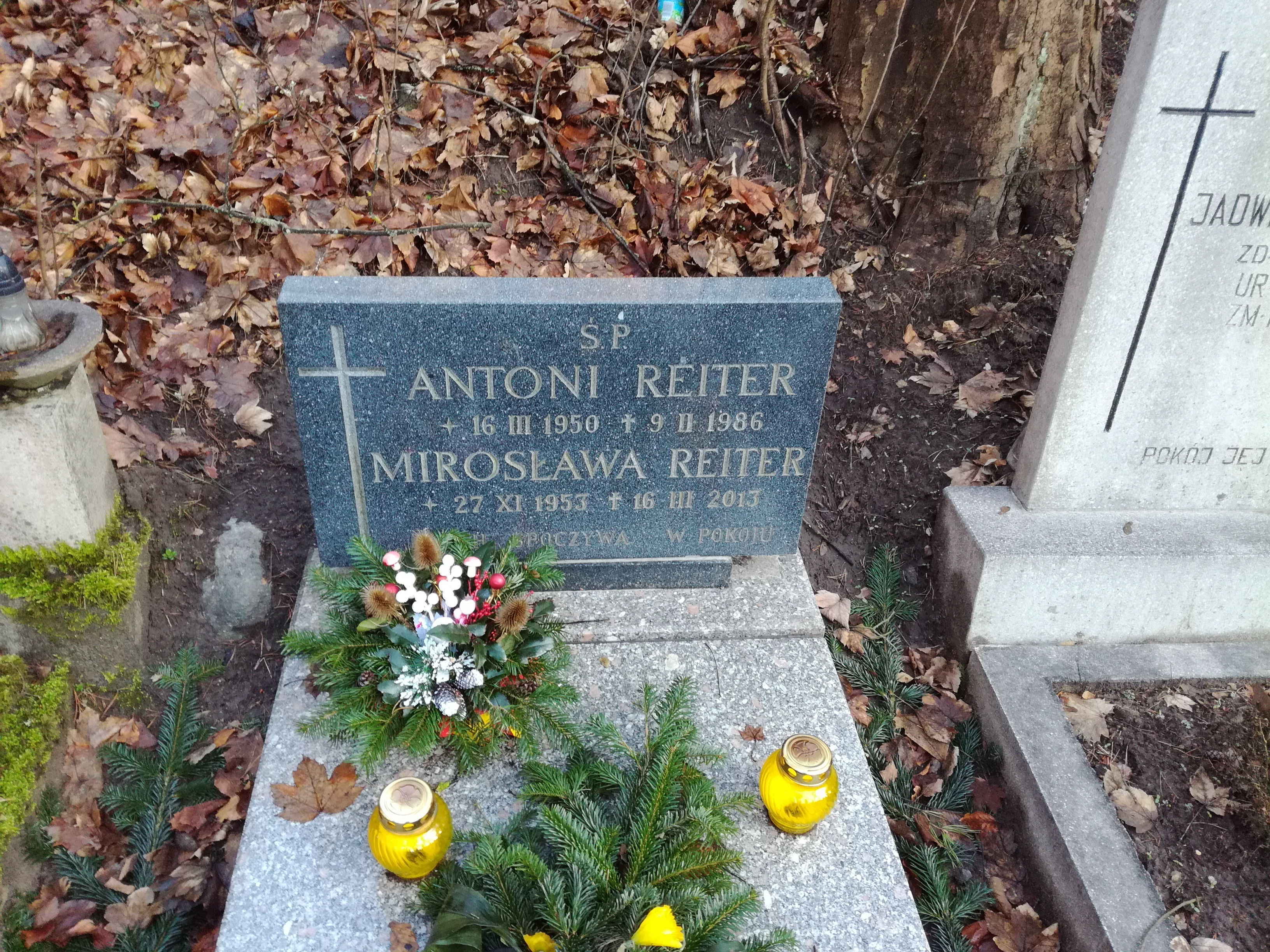
Grób Antoniego Reitera na cmentarzu Srebrzysko

Antoni Reiter (ur. 16 marca 1950 w Gdańsku, zm. 9 lutego 1986 w Gdańsku) – polski judoka, olimpijczyk.

## Życiorys
Z wykształcenia magister inż. elektronik po Politechnice Gdańskiej. Przez całą karierę związany był z Wybrzeżem Gdańsk.
W 1975 jako pierwszy Polak w historii wywalczył tytuł mistrza Europy. Wcześniej, w 1973, był trzeci na świecie oraz w 1974 drugi w Europie. Do kolekcji medali dołozył jeszcze brązowy medal mistrzostw Europy w 1976. 3-krotnie zdobywał tytuł mistrza Polski (1971, 1973, 1975). Wystąpił na igrzyskach w 1976, gdzie odpadł z rywalizacji po porażce w 3. rundzie.
W tym samym roku uległ poważnej kontuzji kręgosłupa, która praktycznie zakończyła karierę zawodniczą. 9 lutego 1986 popełnił samobójstwo. Został pochowany na cmentarzu Srebrzysko w Gdańsku (rejon V, taras VIII, rząd 1).